# Eucalyptus rhombica
Eucalyptus rhombica là một loài thực vật có hoa trong Họ Đào kim nương. Loài này được A.R.Bean & Brooker mô tả khoa học đầu tiên năm 1994.